# Буди Ланьцутські
Буди Ланьцутські (пол. Budy Łańcuckie) — розташоване на Закерзонні село в Польщі, у гміні Білобжеґі Ланьцутського повіту Підкарпатського воєводства.
Населення — 1894 особи (2011).

## Історія
Вперше село згадується в податковому реєстрі 1628 р. Село знаходилося до 1772 р. в Перемишльській землі Руського воєводства.
У 1772—1918 р. — у складі Австрійської імперії. У 1873 р. в селах Буди Ланьцутські і Буди Переворські було 5 греко-католиків, які належали до парохії Миротин Каньчуцького деканату Перемишльської єпархії. На той час унаслідок півтисячоліття латинізації та полонізації українці лівобережного Надсяння опинилися в меншості.
У 1913 р. в селах Буди Переворські й Буди Ланцутські було 4 греко-католики.
Востаннє в Шематизмах Буди Ланцутські згадуються в 1918 р. без вказівки числа греко-католиків.
У 1934 р. село включено до ґміни Косіна Ланьцутського повіту Львівського воєводства.
У 1975-1998 роках село належало до .

## Демографія
Демографічна структура станом на 31 березня 2011 року:
|          | Загалом | Допрацездатний вік | Працездатний вік | Постпрацездатний вік |
| -------- | ------- | ------------------ | ---------------- | -------------------- |
| Чоловіки | 927     | 202                | 638              | 87                   |
| Жінки    | 967     | 231                | 517              | 219                  |
| Разом    | 1894    | 433                | 1155             | 306                  |